# Léopold Thézard
Jean Jules Paulin Odilon Léopold Thézard, né le 22 juin 1840 à Dissay (Vienne) et mort le 13 février 1907 à Poitiers (Vienne), est un universitaire et homme politique français.

## Biographie
Fils de Jean Thézard, propriétaire, et Louise-Appoline Outécy, il a un frère magistrat, Albin Thézard, né à Châtillon en 1847 et mort à Bordeaux en 1895 alors qu'il y était conseiller à la Cour d’appel. Il est aussi cousin avec Louis Demellier, avocat, député (1906-1919/1924-1928) puis sénateur des Deux-Sèvres (1929-1943), président du conseil général des Deux-Sèvres de 1924 à 1940, maire de Vautebis (1904-1943).
Après de brillantes études classiques, il étudie le Droit, soutient en 1861 à la faculté de Poitiers sa thèse de doctorat en droit (De la Prescription en matière d'usufruit et de servitudes en droit romain et en droit français) puis obtient l'agrégation de droit en 1865 (il a été admis avec dispense d’âge à prendre part au concours). D'abord chargé de cours à la faculté de Douai, il est ensuite nommé à l'université de Poitiers où il devient professeur de droit civil en 1871 puis doyen de la faculté de droit en 1881. Il fut aussi avocat au barreau de sa ville.
Puis il entame une carrière politique : maire de Poitiers de 1881 à 1888 et de 1893 à 1895, il est élu sénateur de la Vienne en 1891 puis réélu en 1900. Il siège jusqu'à sa mort et s'inscrit au groupe de la Gauche républicaine. Il est très écouté sur les questions universitaires et juridiques.
Léopold Thézard épousa à Libourne le 22 juillet 1874 Louise Lataste (1852-1918), fille de Jacques Lataste, maire de Libourne de 1871 à 1874 et de 1876 à 1878, conseiller général de la Gironde de 1871 à 1883, et Hélène Surein (elle-même fille d'Etienne Surein, conseiller municipal de Libourne de 1860 à 1866) ; les noms de Jacques Lataste et d'Etienne Surein ont été donnés à des rues de Libourne. Son beau-frère, le docteur Jules Lataste (1850-1913), fut conseiller général de la Gironde de 1907 à sa mort. Thézard avait hérité de sa belle-famille une propriété girondine sur les rives de la Dordogne, Le Valenton, dans la commune de Saint-Loubès, non loin de Libourne, où il se rendait fréquemment. C'est dans le cimetière de cette commune qu'il fut inhumé le 17 février 1907, lendemain de ses obsèques solennelles à Poitiers. 
Le 14 février 1907, Antonin Dubost, président du Sénat, prononça l’éloge funèbre du doyen Thézard devant la haute assemblée, en mentionnant que « suivant la tradition des grands jurisconsultes d’autrefois, Thézard consacrait au culte des belles-lettres les loisirs de ses études scientifiques et de ses travaux parlementaires ; il se délassait en traduisant les Satires de Perse, et en composant un beau drame sur Jeanne d’Arc. Son caractère et ses vertus privées étaient à la hauteur de sa science et de son talent. Ses convictions étaient fermement établies, les rapports qu’il entretenait avec ses amis étaient d’une extrême sûreté, et il était avec cela modeste et bon, conciliant et courtois pour tous. C’est ainsi que ce ferme et bon républicain servait le pays et son peuple avec les meilleures armes, mettant à leur service la science du législateur, l’exemple personnel de sa loyauté politique et de la haute honorabilité de sa vie publique et privée. »
Par une décision du conseil municipal de Poitiers du 21 mars 1931, l’ancienne « rue du château d’eau » a reçu le nom de « Rue Léopold Thézard ».

## Décoration
- Officier de l'Instruction publique

## Sources
- « Léopold Thézard », dans le Dictionnaire des parlementaires français (1889-1940), sous la direction de Jean Jolly, PUF, 1960 [détail de l’édition]